# Ángel Rodríguez Nebreda
Ángel Rodríguez Nebreda (León, España, 2 de enero de 1972) es un exfutbolista y entrenador español que en la actualidad dirige a la U. D. Melilla de la Segunda Federación. Como jugador se desempeñaba en la posición de centrocampista. Es hermano del exjugador internacional de fútbol sala Javi Rodríguez.

## Trayectoria
Leonés de nacimiento se formó como futbolista en Cataluña. Pasó por diversos equipos de Segunda B, hasta que llegó a la U. D. Las Palmas, con la que consiguió el ascenso a segunda. Tras tres temporadas en el club amarillo se marchó al Numancia, donde consiguió otro ascenso, esta vez a Primera División.
De Numancia pasó al Sevilla F. C., donde solo estuvo una temporada. Tras jugar en Osasuna, Poli Ejido y Recreativo, volvió al fútbol modesto, para acabar colgando las botas en la U. D. Villa de Santa Brígida en 2009.
Tras su retirada pasó inmediatamente a los banquillos, como ayudante de Paco Herrera, al que había conocido años atrás en el Numancia, incorporándose al cuerpo técnico del Villarreal "B". Dicha relación profesional se mantuvo en todos los destinos de Paco, excepto en Salónica. Celta de Vigo, Real Zaragoza, U. D. Las Palmas, Real Valladolid y Real Sporting, fueron sus destinos.
En 2020 separaron sus caminos e inició su primera experiencia como entrenador titular en la U. P. Langreo en Segunda B. Al final de la temporada no aceptó la oferta de renovación. El 11 de julio de 2021, firmó con el Pontevedra Club de Fútbol de la Segunda División RFEF. En su primera temporada consiguió el ascenso a Primera RFEF.
El 22 de junio de 2022, fue contratado por el Hércules de Alicante Club de Fútbol de la Segunda División RFEF. El 4 de diciembre de 2022, fue destituido del club alicantino. El 27 de septiembre de 2023, fichó por el Club Deportivo Estepona Fútbol Senior en la Segunda Federación. El 8 de abril de 2024, fue destituido, siendo reemplazado por Salva Ballesta.
El 17 de marzo de 2025 sustituyó al cesado David Cabello, haciéndose cargo del banquillo de la U. D. Melilla de la Segunda Federación.

## Clubes

### Como jugador
| Club                 | País   | Año       |
| -------------------- | ------ | --------- |
| C. D. Alcoyano       | España | 1992-1993 |
| C. D. Mensajero      | España | 1993-1994 |
| Córdoba C. F.        | España | 1994-1995 |
| U. D. Las Palmas     | España | 1995-1998 |
| C. D. Numancia       | España | 1998-1999 |
| Sevilla F. C.        | España | 1999-2000 |
| C. A. Osasuna        | España | 2000-2001 |
| Poli Ejido           | España | 2001-2004 |
| Recreativo de Huelva | España | 2004-2005 |
| C. D. Alcoyano       | España | 2005-2006 |
| C. D. Roquetas       | España | 2006-2007 |
| U. D. Santa Brígida  | España | 2007-2009 |

### Como entrenador
| Club                 | País   | Año       |
| -------------------- | ------ | --------- |
| U. P. Langreo        | España | 2020-2021 |
| Pontevedra C. F.     | España | 2021-2022 |
| Hércules de Alicante | España | 2022      |
| C. D. Estepona       | España | 2023-2024 |
| U. D. Melilla        | España | 2025-act. |